# Nintendo
Nintendo Corporation, Limited som kort Nintendo er et japansk firma, som producerer spillekonsoller og videospil. Nintendo er videospilverdenens ældste aktør og har lanceret en række håndholdte konsoller, tv-konsoller og arkadekonsoller. Der er ca. 3.000 ansatte verden over, men firmaet har solgt over 2 milliarder spil.
Firmaet har hovedsæde i Kyoto.

## Historik
Firmaet blev grundlagt i 1889 af Fusajiro Yamauchi. Nintendo skulle producere håndlavede hanafuda-kort, som skulle bruges i det japanske kortspil med samme navn.
I 1960'erne begyndte Nintendo at lave moderne legetøj, lige som mange andre japanske firmaer gjorde den gang. Det første var en slags elektronisk bowling. I Europa blev firmaet kendt, da de populære Game & Watch-spil blev lanceret i 1980'erne. Det lavede også den første lysbaserede digitale pistol sammen med Mitsubishi Technology, kendt fra «Duck Hunt», som var et af de første spil til den første konsol (NES). Pistolen blev først brugt i konsoller og virker ved, at et mønster lyser skærmen op, idet man skyder. Det sker så hurtigt, at man næsten ikke når at se det, og samtidigt aflæser et kamera inde i pistolen mønsteret og finder ud af, om man har sigtet på det rigtige sted. Nintendo satsede helt på videospilmarkedet. De blev hurtigt et af de største i branchen.
I 1982 skabte Nintendos kunstner Shigeru Miyamoto spillet Donkey Kong. Spillets helt, som i begyndelsen blev kaldt Jumpman, var en lille og tyk blikkenslager, som prøvede at redde sin kæreste Pauline fra en gal abe. Jumpman blev senere omdøbt til Mario. Da Nintendo lancerede Donkey Kong-spillene, blev de sagsøgt af firmaet bag den kendte film King Kong. Retssagen endte i Nintendos favør. Navnet Donkey Kong opstod som en misforståelse over telefonen, da de japanske spildesignerne snakkede med en amerikaner, om hvad spillet skulle hedde. Japanerne opfattede at han sagde Donkey Kong, men det han egentlig sagde, var Monkey Kong. Da dette ikke blev rettet, før det første spil blev lanceret, har ingen gjort noget for at ændre det, og navnet er nu forbundet med en abe, som kaster tønder. «Donkey» betyder for øvrigt «æsel» på engelsk. Spillet blev Nintendos første store succes.

## Kendte spilserier
Nintendo står for flere kendte og populære spilserier. De to mest kendte er Super Mario-serien og The Legend of Zelda-serien. Pokémon-fænomenet begyndte også som et spil til Nintendo og udviklede sig til at omfatte legetøj, kortspil og meget andet.

## Stationære konsoller

### Nintendo Entertainment System(1985) (NES)
Vigtigste/mest populære spil:
- Super Mario Bros.-serien (lavet af Shigeru Miyamoto)
- Ice Climber (lavet af Kenji Miki)
- The Legend of Zelda (lavet af Shigeru Miyamoto)
- Duck Hunt (lavet af Shigeru Miyamoto)
- Dream Master (Little Nemo's Dream World)
- Donkey Kong (lavet af Shigeru Miyamoto)
- Mega Man (Lavet af Capcom), kaldet RockMan i Japan.

### Super Nintendo Entertainment System(1991) (SNES)
Vigtigste/mest populære spil:
- Super Mario World [spillet fulgte gratis med maskinen]
- Super Mario All-Stars (All Mario spil til NES, genlavet til SNES) [lavet af Shigeru Miyamoto]
- Donkey Kong Country [lavet af Shigeru Miyamoto]
- The Legend of Zelda: A Link to the Past [lavet af Shigeru Miyamoto]
- Aladdin
- Super Metroid
- Super Mario Kart

### Nintendo 64(1996) (N64)
Vigtigste/mest populære spil:
- Super Mario 64 [lavet af Shigeru Miyamoto] [spillet fulgte gratis med maskinen]
- Super Smash Bros.
- 007: GoldenEye
- Zelda: The Ocarina Of Time [lavet af Shigeru Miyamoto]
- Zelda: Majora's Mask [lavet af Shigeru Miyamoto]
- Mario Kart 64
- Star Fox
- Excitebike 64
- 1080 snowboarding
- Mario Party
- Banjo-Kazooie
- Perfect Dark

### Nintendo GameCube(2001) (GC)
Vigtigste/mest populære spil:
- The Legend of Zelda: The Wind Waker
- Luigi's Mansion
- Pikmin
- Pikmin 2
- WWE Day of Reckoning
- Donkey Konga
- Super Smash Bros. Melee
- Sonic Mega Collection
- Tony Hawk's Pro Skater 4
- Super Mario Sunshine
- Metroid Prime
- Viewtiful Joe
- Soulcalibur II
- Resident Evil
- Paper Mario: The Thousand-Year Door
- The Legend of Zelda: Twilight Princess
- F-Zero GX

### Wii(2006) (WII)
- Super Smash Bros. Brawl
- Okami
- Red Steel
- The Legend of Zelda: Twilight Princess
- Wii Sports [spillet følger gratis med maskinen]
- Exicte Truck
- Wii Play
- WarioWare: Smooth Moves
- Super Mario Galaxy
- Metroid Prime 3: Corruption
- WiiFit Plus
- Super Mario Galaxy 2
- Metroid: Other M

### Wii U(2012) (WII U)
- Super Smash Bros. for Wii U
- Mario Kart 8
- Super Mario Maker
- Splatoon
- Super Mario 3D World
- Donkey Kong Country: Tropical Freeze
- The Legend of Zelda: Breath of the Wild

### Nintendo Switch(2017) (NS)
- Animal Crossing: New Horizons
- Arms
- Kirby Star Allies
- Mario Kart 8 Deluxe
- Mario + Rabbids Kingdom Battle
- Pokémon Sword og Shield
- Splatoon 2
- Super Mario Odyssey
- Super Mario Party
- Super Smash Bros. Ultimate
- The Legend of Zelda: Breath of the Wild

## Håndholdte konsoller
| Navn                                | Lanceret  | Linje           | Forkortelse | Generation |
| ----------------------------------- | --------- | --------------- | ----------- | ---------- |
| GAME & WATCH                        | 1980-1991 | GAME & WATCH    | G&W         | 2.         |
| Game Boy                            | 1989      | Game Boy        | GB          | 4.         |
| Super Game Boy                      | 1994      | Game Boy        | SGB         |            |
| Virtual Boy                         | 1995      |                 | VB          | 5.         |
| Game Boy Pocket                     | 1996      | Game Boy        |             | 4.         |
| Game Boy Light                      | 1998      | Game Boy        | GBL         | 4.         |
| Super Game Boy 2                    | 1998      | Game Boy        | SGB2        |            |
| Game Boy Color                      | 1998      | Game Boy        | GBC         | 5.         |
| Pokémon Mini                        | 2001      |                 |             |            |
| Game Boy Advance                    | 2001      | Game Boy        | GBA         | 6.         |
| Game Boy Player                     | 2003      | Game Boy        | GBP         | 6.         |
| Game Boy Advance SP (model AGS-001) | 2003      | Game Boy        | GBA SP      | 6.         |
| Nintendo DS                         | 2004      | Nintendo DS     | NDS         | 7.         |
| Game Boy Advance SP (model AGS-101) | 2005      | Game Boy        | GBA SP      | 6.         |
| Game Boy Micro                      | 2005      | Game Boy        | GBM         | 6.         |
| Nintendo DS Lite                    | 2006      | Nintendo DS     | DS Lite     | 7.         |
| Nintendo DSi                        | 2008      | Nintendo DS     | DSi         | 7.         |
| Nintendo DSi XL                     | 2009      | Nintendo DS     | DSi XL      | 7.         |
| Nintendo 3DS                        | 2011      | Nintendo 3DS    | 3DS         | 8.         |
| Nintendo 3DS XL                     | 2012      | Nintendo 3DS    | 3DS XL      | 8.         |
| Nintendo 2DS                        | 2013      | Nintendo 3DS    | 2DS         | 8.         |
| New Nintendo 3DS                    | 2015      | Nintendo 3DS    | New 3DS     | 8.         |
| New Nintendo 3DS XL                 | 2015      | Nintendo 3DS    | New 3DS XL  | 8.         |
| New Nintendo 2DS XL                 | 2017      | Nintendo 3DS    | New 3DS XL  | 8.         |
| Nintendo Switch Lite                | 2019      | Nintendo Switch | NS Lite     | 9.         |

### Uddybende noter
1. ↑  任天堂; Ninten kan oversættes til "lad himmelen styre lykken" eller "I himmelens hænder". Do også romaniseret dou er et præfiks til bygninger i Japan, og betyder "storslået", dette kan også betyde tempel. Nintendos rette betydning kendes ikke, og den hviler med den første præsident Fusajiro Yamauchi.